# Roberto Urdaneta Gómez (escritor)
Roberto Urdaneta Gómez (Ginebra, 1955) es un escritor especializado en Estudios Literatos y empresario suizo de ascendencia colombiana.
Es nieto del político colombiano del Partido Conservador, Roberto Urdaneta Arbeláez, presidente de Colombia entre 1951 y 1953.

## Biografía
Roberto nació en Ginebra, Suiza, en 1955, durante el exilio de su familia en Europa, a raíz de la dictadura militar en Colombia de Gustavo Rojas Pinilla. Desde muy pequeño mostró inclinación por la literatura.
Terminada la dictadura, su familia regresó a Colombia y Urdaneta estudió ganadería en el SENA, y en 1982 publicó su primera obra: "Tiempos de Cometa".
En 2004 se graduó de Estudios Literatos en la Universidad Javeriana, luego de pasar varias temporadas en Europa.

## Familia
Roberto es hijo de Carlos Urdaneta Holguín y de su esposa Carolina Gómez.
Su padre, Carlos, era uno de los hijos del político colombiano Roberto Urdaneta Arbeláez, que fue presidente de Colombia de manera temporal ante la ausencia por enfermedad del titular Laureano Gómez, quien se retiró del cargo en noviembre de 1951. Urdaneta ejerció el poder hasta el 13 de junio de 1953, cuando el general Gustavo Rojas Pinilla tomó el poder en la misma mañana que Gómez reasumió la Presidencia.
Roberto era hijo del homónimo militar Roberto Urdaneta Gómez, quien ocupó la dirección de la Policía Nacional en su país a principios del siglo XX. A su vez, Roberto I era descendiente del militar uruguayo Francisco Urdaneta, que era primo a su vez del general Rafael Urdaneta, presidente de Colombia en 1830.
Igualmente Carlos Urdaneta era hijo de Clemencia Holguín Caro, hija del político conservador Carlos Holguín, sobrina del también conservador Jorge Holguín (ambos sobrinos de Manuel María Mallarino), y nieta de Miguel Antonio Caro, todos ellos presidentes de Colombia en distintos períodos.

## Obras
- Tiempos de cometa, 1982.
- Al otro lado del crepúsculo, 1991
- "¡Polizones...!", 1993
- El principe desplazado, 2004.
- Los diarios de un despistado.
- Carta de poemas para Alejo.
- Manual del padre y madre adoptivos.
- Diario de un cazador.
- ¡Viejo del alma...!
- Divorcio
- Mi tesis
- Historia de C.U.H.